# Lledoner de la Font del Comú
El Lledoner de la Font del Comú és un arbre del municipi anoienc els Hostalets de Pierola. Està situat a la zona enjardinada de la Font del Comú i devia ser-hi plantat en la inauguració d'aquest espai, és a dir, vora el 1903. S'alça 350 a metres sobre el nivell del mar i té un diàmetre d'1,5 metres, així com una capçada molt ampla. Com la majoria de lledoners, és usat per a fer ombra a l'entorn i és útil perquè hom va disposar-lo al costat del safareig.
El 2020, per a evitar l'atac de tigres del plàtan, va ser-li aplicada la tècnica coneguda com a endoteràpia arbòria.